# Beachamwell
Beachamwell är en ort och civil parish i Storbritannien.   Den ligger i grevskapet Norfolk och riksdelen England, i den sydöstra delen av landet, 130 km norr om huvudstaden London. Beachamwell ligger 16 meter över havet och antalet invånare är 334.
Terrängen runt Beachamwell är platt. Runt Beachamwell är det ganska tätbefolkat, med 96 invånare per kvadratkilometer. Närmaste större samhälle är King's Lynn, 19,6 km nordväst om Beachamwell. Trakten runt Beachamwell består till största delen av jordbruksmark.